# Notomys macrotis
Il topo saltatore dalle grandi orecchie (Notomys macrotis  Thomas, 1921) è un roditore della famiglia dei Muridi un tempo diffuso in Australia.

## Descrizione

### Dimensioni
Roditore di piccole dimensioni, con la lunghezza della testa e del corpo di 118 mm, la lunghezza della coda di 140 mm, la lunghezza del piede di 40 mm, la lunghezza delle orecchie di 26 mm e un peso fino a 55 g.

### Aspetto
Le parti superiori sono bruno-grigiastre, le parti inferiori sono biancastre. Non sono presenti ghiandole o sacche golari e sul petto.

## Distribuzione e habitat
Questa specie è conosciuta soltanto da due individui seriamente danneggiati di cui uno ritrovato nell'Australia Occidentale nel 1844.
Viveva probabilmente in brughiere costiere, savane alberate e foreste aperte.

## Conservazione
La IUCN Red List, considerato che l'ultima osservazione risale al 1844, classifica N.macrotis come specie estinta (EX).

Si pensa che sia stato il primo mammifero australiano ad estinguersi per causa dell'uomo.